# Barbara O’Brien

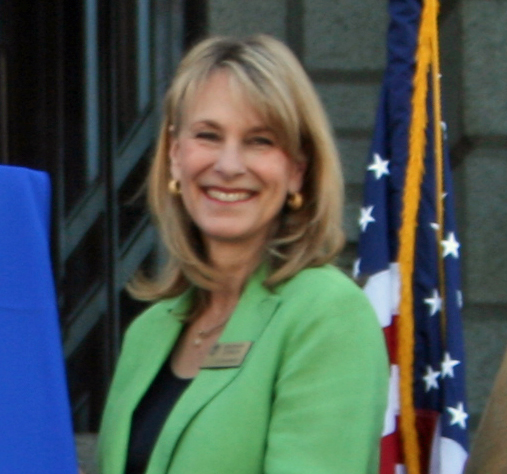
Barbara O’Brien, 2008

Barbara O’Brien (* 18. April 1950 in Brawley, Kalifornien) ist eine US-amerikanische Politikerin. Zwischen 2007 und 2011 war sie Vizegouverneurin des Bundesstaates Colorado.

## Werdegang
Barbara O’Brien studierte an der Columbia University in New York City das Fach Englisch. Später bekleidete sie einige führende Verwaltungsposten bei der University of Colorado in Denver. Politisch schloss sie sich der Demokratischen Partei an.
Im Jahr 2006 wurde O’Brien an der Seite von Bill Ritter zur Vizegouverneurin des Staates Colorado gewählt. Dieses Amt bekleidete sie zwischen 2007 und 2011. Im Jahr 2011 verzichteten sowohl Ritter als auch O’Brien auf eine weitere Kandidatur. Seit dem 5. November 2013 ist Barbara O’Brien Schulrätin für die Stadt Denver. Damit hat sie die Aufsicht über alle öffentlichen Schulen dieser Stadt.